# Administrativ enhet

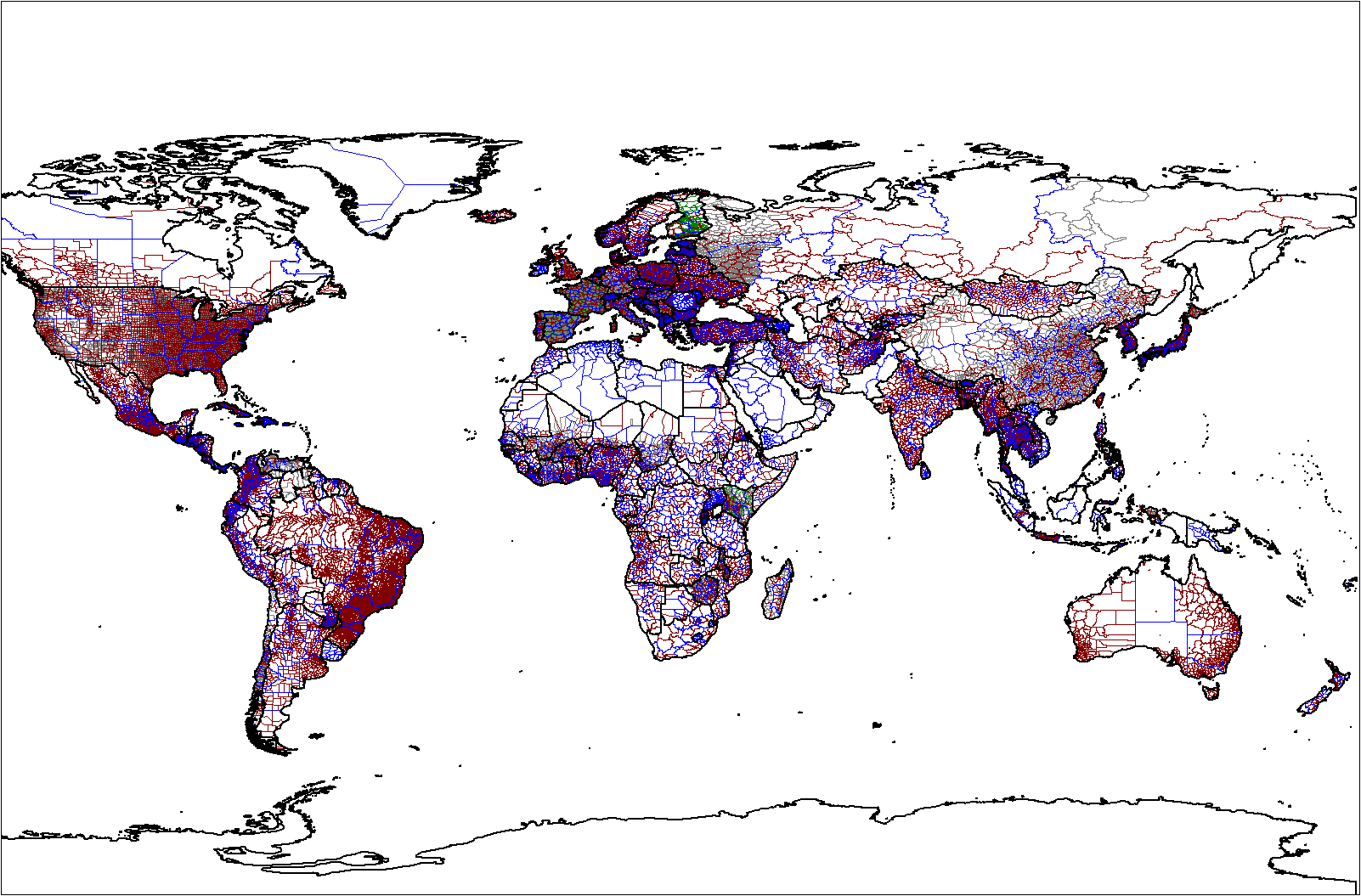
Administrativa enheter i världen.

En administrativ enhet eller geopolitisk enhet är en del av en stat eller annan politisk enhet skapad för myndighetsutövande, i regel med visst självstyre och offentlig förvaltning över ett begränsat geografiskt territorium. Avhängiga territorier brukar inte räknas till normala administrativa enheter på grund av sin särart som icke integrerade i den stat som har suveränitet över dem. Däremot kan de på samma sätt vara indelade i egna administrativa enheter såsom Puerto Ricos kommuner.
Administrativa enheter kan vara inordnade i en hierarki där flera mindre enheter då ingår i en större. Ofta är länder indelade i flera omfattande regionala indelningar med varierande befogenheter, t.ex. har USA:s delstater begränsad lagstiftningsmakt medan Sveriges län saknar sådant. Dessa innefattar i sin tur en eller flera lägre nivåer av administrativa enheter, t.ex. storstadsområden och kommuner på lokal nivå. I Sverige finns två nivåer av administrativ indelning medan det i exempelvis Frankrike finns fem.

Sveriges län

## Exempel på länders nivåer av administrativ indelning

### Finland
1. Landskap
2. Kommuner

### Frankrike
1. Regioner
2. Departement
3. Arrondissement
4. Kantoner
5. Kommuner

### Sverige
1. Län
2. Kommuner